# Ad honorem
Ad honorem és una locució llatina que s'usa per a caracteritzar a qualsevol activitat que es porta a terme sense percebre cap retribució econòmica. Literalment, significa per l'honra, el prestigi o la satisfacció personal que la tasca brinda.
També s'usa al mateix efecte altra frase llatina pro bono, que significa literalment pel bé.